# 郡山健次郎
郡山 健次郎（こおりやま けんじろう、Paul Kenjiro Koriyama,  1942年8月20日-）は、日本のカトリック教会聖職者。カトリック鹿児島司教区名誉司教。洗礼名は「パウロ」。

## 経歴
鹿児島県大島郡竜郷町瀬留で郡山為業・セツ夫妻の7人兄弟の次男として生まれる。本人によれば、父は家に客があると手を頭の上に置き、「この子は司祭になる」と言っていた。名瀬の大島高等学校を卒業後、予備校に通っている間に司祭への召命を感じ、1964 年4月に鹿児島教区神学生として福岡サン・ スルピス大神学院へ入学。1972年3月20日、奄美大島名瀬の聖心教会で鹿児島教区糸永真一司教により司祭に叙階された。
33年間教区司祭として8小教区で働く以外に、教区青少年担当司祭、CLC（クリスチャンライフコミュニティー）、ME（マリッジエンカウンター）などを担当した。
2005年12月3日、教皇ベネティクト16世は糸永司教の定年による引退届を承認し、後任として司教に任命された。当初、司教叙階式は、鹿児島カテドラル・ザビエル教会で行われる予定であったが、2006年1月29日に糸永真一司教主司式により、鹿児島純心女子高等学校体育館で行われた。
2018年7月7日、教皇フランシスコにより教区長引退を承認され、同年10月8日に鹿児島市の宝山ホールで後任の中野裕明神父の司教叙階式の主司式を務めた。